# Medusa (Marvel)
Medusa is een fictieve superheldin uit de Marvel Comics. Ze werd bedacht door Stan Lee en Jack Kirby, en verscheen voor het eerst in Fantastic Four #36. Zij behoort tot het ras de Inhumans (Onmensen). Haar karakter is enigszins gebaseerd op de Medusa uit de mythologie.

## Krachten en Vaardigheden
Medusa is een Inhuman-vrouw, met lange rode haren. Door haar gemuteerde genen kan zij dit haar zodanig manipuleren dat het lijkt alsof het tentakels zijn. Haar rode haar vormt zo een geducht stoot-, slag- of grijpwapen. Ze draagt doorgaans een retro paars pak. Zij heeft een zus Crystal en is getrouwd met Blackbolt, waardoor ze koningin is van de Inhumans.

## Affiliatie
Medusa houdt zich op met haar eigen volk, de Inhumans. Dit volk leefde voorheen op een afgesloten plek in de Himalaya's. Door luchtverontreiniging werden ze gedwongen hun hele stad te verhuizen naar het Blauwe gedeelte van de maan, waar een leefbaar klimaat heerst. Bekende Inhumans zijn Blackbolt, Crystal (Marvel), Lockjaw, Triton (Marvel), Gorgon (Marvel), en Karnak (Marvel). Ze is ook een tijdje lid geweest van de Frightful Four (Verschrikkelijke Vier) samen met de Wizard (Marvel), Sandman en Trapster.